# West Ishpeming
West Ishpeming – jednostka osadnicza w Stanach Zjednoczonych, w stanie Michigan, w hrabstwie Marquette.